# St. Charles Parish
St. Charles Parish is een parish in de Amerikaanse staat Louisiana.
De parish heeft een landoppervlakte van 735 km² en telt 48.072 inwoners (volkstelling 2000). De hoofdplaats is Hahnville. Ze grenst in het noordwesten aan St. John the Baptist Parish, in het oosten aan Jefferson Parish en in het zuidoosten aan Lafourche Parish. Het is een van de 22 parishes die samen Acadiana of Cajun Country vormen en ze is genoemd naar de heilige Carolus Borromeus.